# Humus
 Ikke at forveksle med Hummus.
Humus og ler er jordkolloider, som findes i mange jordbundstyper. Jordkolloider får jorden til at hænge sammen, og for humus gælder det selv ved et stort vandindhold. Det hæmmer derfor jorderosion. Kort kan det skrives, at humus + råjord + kalk + regnorm = muldjord, mens humus + råjord – kalk = morr.
En anden fordel ved jordkolloider er, at de holder positive næringsioner fast på jordkolloidernes overflade. Humus hæmmer derfor udvaskning af mineralske salte til åer, søer og dermed havet. Da kvælstof i form af nitrat ikke kan fastholdes på kolloiderne, vil det være frit bevægeligt i jorden. Det er forklaringen på, at netop kvælstof er så stort et problem.
Humus er dannet ved organisk nedbrydning af f.eks. blade, rødder, bark, grene og træ ved hjælp af bakterier og svampe. Regnorme fremmer den organiske nedbrydning og dermed humusmængden, og det sker også i kompostbunker. Humus' halveringstid er ca. 20 år, dvs. at halvdelen af humusen er nedbrudt til kuldioxid og plantenæring – mineralske salte, hvis der ikke tilføres ny humus kunstigt eller naturligt.
Humus er slutproduktet af dødt, organisk materiale.
Humus udseende på nanoskala er meget varieret og indeholder mange forskellige organiske stoffer.

Gamle ege- og lindeskove med en alder på mere end 200 år har en god muldjord. Man taler om, at visse plantearter, hvis løv er særligt indbydende for regnorme, virker "mulddannende".
Ordet 'humusrig' bruges mest som modsætning til den humusfri råjord og den dybereliggende undergrund.